# Kortejärvi (sjö i Karstula, Mellersta Finland)
Kortejärvi är en sjö i kommunen Karstula i landskapet Mellersta Finland i Finland. Sjön ligger 166,6 meter över havet. Den är 7,9 meter djup. Arean är 50 hektar och strandlinjen är 3,54 kilometer lång. Sjön  ingår i Kymmene älvs huvudavrinningsområde.   Den ligger omkring 98 kilometer nordväst om Jyväskylä och omkring 300 kilometer norr om Helsingfors. 